# Allium haemanthoides
Allium haemanthoides Boiss. & Reut. ex Regel – gatunek byliny należący do rodziny czosnkowatych (Allioideae Herbert). Występuje endemicznie w północnym oraz północno-zachodnim Iranie (według niektórych źródeł także w Iraku).

## Morfologia
KwiatyZebrane w kwiatostany. Płatki mają białą barwę z ciemnymi żyłkami.